# 庄内大橋
庄内大橋（しょうないおおはし）は、山形県酒田市と庄内町を結ぶ最上川に架かる橋。

## 歴史
県営庄内東部地区広域営農団地農道（スーパー農道）整備事業の一環として工事がなされ、1985年（昭和60年）8月12日に開通。酒田市の砂越地区と庄内町の中心部を結ぶ。色は青。完成までに11年の月日を要した。現在は山形県道360号砂越余目線に含まれており、県道にある道路橋としては山形県内で1番の長さを誇る。
庄内大橋の下流側すぐ近くに第二最上川橋梁（羽越本線）が架かる。こちらも色は青で、庄内大橋よりも色が濃い。庄内大橋からは庄内平野を望むことができ、新緑の時期は庄内平野の緑と濃い青色の第二最上川橋梁、庄内大橋の淡い青色が調和した風景を楽しむことができる。